# Cova de Mas Romeu
La Cova de Mas Romeu és un jaciment arqueològic de l'Epipaleolític. que es troba a Calafell (Baix Penedès), declarat Bé cultural d'interès local.
El jaciment es troba en un penya-segat, en un turó prop de Mas Romeu. La cova està encarada a la vall de la riera de Montpeó. La cova està formada per una sola galera de 4 habitacions, amb una alçada màxima de 2 metres i gairebé 10 de profunditat.
L'any 1953 A. Ferrer hi va realitzar una excavació on si van trobar un seguit de restes òssies. Les que més destacaven eren les restes dentàries. S'hi va trobar també puntes de fletxa, fragments de ceràmica llisa amb pentinat. Es va identificar com un lloc d'enterrament neolític.
L'any 2006, es va fer una excavació per buidar tots els sectors haguessin quedat sense excavar, per fer una valoració final del conjunt. S'hi va trobar elements de diverses èpoques, des del Epipaleolític, al Neolític, bronze, ibèric i diversos elements moderns.
La cova hauria realitzat funcions de lloc d'enterrament, així com d'habitatge.